# Costanzo Gazzera
L'abate Costanzo Gazzera (Bene Vagienna, 19 marzo 1778 – Torino, 5 maggio 1859) è stato un archeologo e politico italiano.

## Biografia
Dal 4 maggio 1824 fu socio della Reale Accademia delle Scienze di Torino e della Pontificia accademia romana di archeologia. Fu anche corrispondente della Académie des inscriptions et belles-lettres nella Francia.
Molto erudito in archeologia le sue opere furono in maggior parte di carattere archeologico e bibliografico, fu un cercatore paziente delle memorie storiche del Piemonte, svelando le origini di villaggi, ruderi e castelli.
Su di lui Gaspare Gorresio scrisse nelle memorie dell'Accademia le Notizie dei lavori e della vita letteraria.
La sua fu una vita di studio, di ricerche e di operosità intellettuale, fu noto specialmente per le sue pagine sulla rocca dei Conti di Desana.